# John Curtis (entomoloog)
John Curtis (3 september 1791, in Norwich - 6 oktober 1862, Londen) was een Brits entomoloog en illustrator.
John Curtis leerde het maken van kopergravures in het atelier van zijn vader, Charles Curtis. Op 16-jarige leeftijd begon hij een stage bij een lokaal advocatenkantoor en wijdde zijn vrije tijd aan het bestuderen en tekenen van insecten. Met de groei van zijn insectencollectie kwam hij op het idee om daar zijn werk van te maken en ging naar Londen, waar hij waarschijnlijk de eerste entomoloog was.

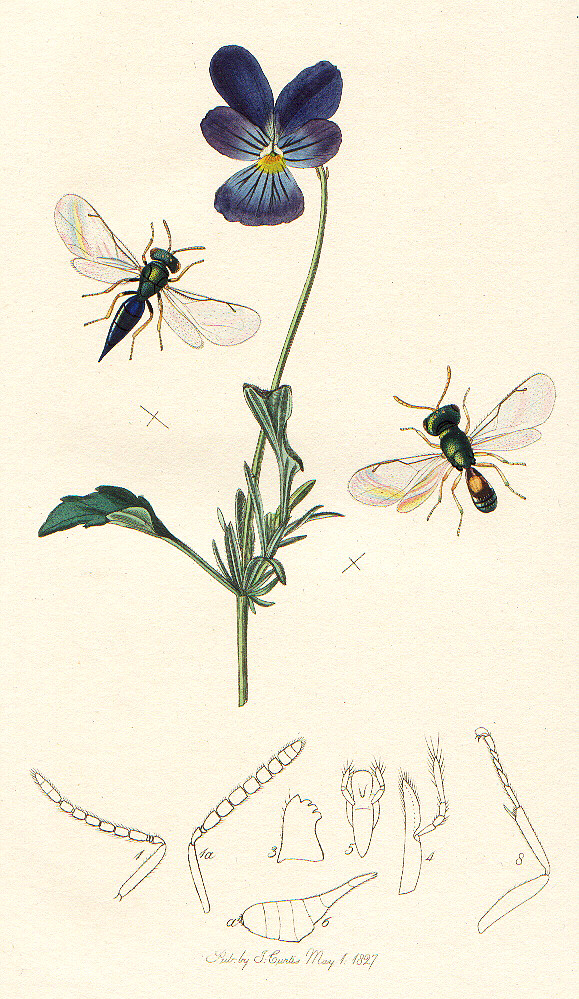
Afbeelding uit British Entomology

Curtis was bevriend met de Ierse entomoloog Alexander Henry Haliday en de Londense entomoloog Francis Walker. Zijn grootste verdienste was zeker het schrijven van het boek British Entomology – being illustrations and descriptions of the genera of insects found in Great Britain and Ireland. Zijn illustraties en beschrijvingen van de insectensoorten gevonden in Groot-Brittannië en Ierland wordt beschouwd als een van de beste werken over dit onderwerp in de 19e eeuw. Het verscheen maandelijks tussen 1824-1839 als een abonnement. Het complete werk bestaat uit 16 boeken en beschrijft 769 insecten.
De collectie van originele gravures is momenteel in bezit van het Natural History Museum.
De insectencollectie is verdeeld tussen het Natural History Museum in Dublin en het Victoria Museum in Melbourne, Australië en bevat 7.656 exemplaren.
Curtis had last van afnemend gezichtsvermogen en werd eind 1856 volledig blind. Hij overleed in 1862 in Londen.
- Bibsys: 12006952
- Stuttgart Database of Scientific Illustrators 1450–1950: 1618
- Gemeinsame Normdatei: 117666297
- International Standard Name Identifier: 0000 0000 7374 6250
- Library of Congress Control Number: no89015596
- Bibliotheek van het Japanse parlement: 00769580
- Nationale Bibliotheek van Israël: 987007423704605171
- Nederlandse Thesaurus van Auteursnamen: 297575562
- Istituto Centrale per il Catalogo Unico: PUVV232001
- SNAC: w6c86h5q
- Système universitaire de documentation: 18226808X
- Museum of New Zealand Te Papa Tongarewa: 6625
- Virtual International Authority File: 53707224
- WorldCat: E39PBJktrrwD673qJYHJC79FKd